# Diocese de Sainte-Anne-de-la-Pocatière
A Diocese de Sainte-Anne-de-la-Pocatière (Dioecesis Sanctae Annae Pocatierensis) é uma diocese localizada na cidade de La Pocatière, na província de Quebec, pertencente a Arquidiocese de Quebec no Canadá. Foi fundada em 1951, pelo Papa Pio XII. Com uma população católica de 85.924 habitantes, sendo 94,6% da população total, possui 55 paróquias com dados de 2018.

## História
Em 23 de junho de 1951 o Papa Pio XII cria a Diocese de Sainte-Anne-de-la-Pocatière a partir do território da Arquidiocese de Québec.

## Lista de bispos
A seguir uma lista de bispos desde a criação da diocese em 1951.
|                                       | Nome                                  | Período                               | Notas                                     |
| Bispos de Sainte-Anne-de-la-Pocatière | Bispos de Sainte-Anne-de-la-Pocatière | Bispos de Sainte-Anne-de-la-Pocatière | Bispos de Sainte-Anne-de-la-Pocatière     |
| ------------------------------------- | ------------------------------------- | ------------------------------------- | ----------------------------------------- |
| 6º                                    | Pierre Goudreault                     | 2017 -                                |                                           |
| 5º                                    | Yvon-Joseph Moreau, O.C.S.O.          | 2008 - 2017                           | Bispo emérito                             |
| 4º                                    | Clément Fecteau                       | 1996 - 2008                           |                                           |
| 3º                                    | André Gaumond                         | 1985 - 1995                           | Nomeado arcebispo coadjutor de Sherbrooke |
| 2º                                    | Charles Henri Lévesque                | 1968 - 1984                           | Faleceu no cargo                          |
| 1º                                    | Bruno Desrochers                      | 1951 - 1968                           |                                           |
| Bispos auxiliares                     |                                       |                                       |                                           |
| 2º                                    | Charles Henri Lévesque                | 1965- 1968                            | Nomeado bispo dessa diocese               |
| 1º                                    | Louis Joseph Jean Marie Fortier       | 1960- 1965                            | Nomeado bispo de Gaspé                    |